# Фроліна Анна Олексіївна
Анна Олексіївна Фроліна (до шлюбу — Булигіна) (рос. Анна Алексеевна Фролина (Булыгина); 11 січня 1984, Салехард, Росія) — російська та південнокорейська біатлоністка. З 8 років почала займатися лижними гонками, у 2001 році перейшла у біатлон. Чемпіонка світу 2009 року з біатлону, в складі естафети. 30 листопада 2009 року їй присвоєно звання Заслужений майстер спорту Росії.
З початку 2016 року виступає за збірну Південної Кореї.

## Біографія
На етапах Кубка світу почала виступати у 2006 році. Тоді ж зайняла перше місце у спринтерській гонці етапу чемпіонату Європи. За підсумками сезону 2006–2007 зайняла тридцять перше місце у загальному заліку Кубка світу. Виграла дві гонки на чемпіонаті Росії 2007 у Новосибірську. Чемпіонка Росії 2009 року в гонці переслідування.
Пропустила більшу частину сезону 2007—2008 через травму коліна. У травні 2008 знову повернулася до складу збірної Росії, пройшла усі передсезонні тренувальні збори і була включена до основної команди для участі у гонках Кубка світу. 21 грудня 2008 року на етапі в Гохфільцені виграла у складі російської збірної естафетну гонку, а 24 січня 2009 року отримала і першу особисту перемогу, потужним фінішним спуртом випередивши одразу кількох суперниць у гонці переслідування Антгольці. На чемпіонаті світу у Пхьончхані виграла золоту медаль в естафетній гонці.